# Jan Reinier Voûte
Jan Reinier Voûte (Amsterdam, 16 september 1908 – 's-Gravenhage, 1 maart 1993) was een Nederlandse jurist en VVD-politicus.

## Familie
Jan Reinier Voûte was het derde van de zeven kinderen van Paul Antoine Voûte (1877-1946) en Pauline Hermina Elisabeth Pierson (1881-1965). Zijn vader was directeur van de N.V. Vereenigde Chemische Fabrieken in Utrecht. Zijn moeder was een dochter van Jan Lodewijk Pierson. Zijn broer Jan Lodewijk Voûte was diplomaat. De geslachten Voûte en Pierson zijn opgenomen in Nederland's Patriciaat.
Jan Reinier Voûte trouwde op 9 augustus 1939 in Amsterdam met Gerarda Johanna Theodora Reijmers (Utrecht, 6 november 1905 – Den Haag, 5 april 1991). Uit dit huwelijk werden een dochter en twee zoons geboren.

## Loopbaan
Voûte studeerde rechten aan de Rijksuniversiteit Utrecht. Hij werkte vanaf 1932 als advocaat en procureur in Amsterdam bij de maatschap Loeff en Van der Ploeg, Advocaten & Notarissen.
Voûte was van 5 juli 1966 tot 1980 lid van de Provinciale Staten van Noord-Holland. Van 24 februari 1976 tot 16 september 1980 was hij lid van de Eerste Kamer der Staten-Generaal. Hij was daar woordvoerder justitie en financiën en voorzitter van de bijzondere commissie voor de herziening van het Burgerlijk Wetboek.
Voûte was voorzitter van de Stichting Het Rembrandthuis in Amsterdam. Hij maakte zich sterk voor het behoud van Rembrandts en was er zelf een vermaard verzamelaar van. Hij was tevens de oprichter en voorzitter van het Genootschap Nederland-Indonesië. Hij werd op 21 september 1978 geridderd als officier in de Orde van Oranje-Nassau. Hij typeerde zichzelf als "advocaat in het bedrijfsleven".
- Bibliothèque nationale de France: cb13525516t (data)
- Biografisch Portaal: 38806535
- International Standard Name Identifier: 0000 0000 0182 6526
- Nederlandse Thesaurus van Auteursnamen: 074558706
- Parlement.com: vg09llin2ht6
- RKD-Nederlands Instituut voor Kunstgeschiedenis: 464328
- Virtual International Authority File: 29691166